# 布洛馬雷爾人質救援行動
布洛馬雷爾人質救援行動（Bulo Marer hostage rescue attempt）是於2013年1月11日執行的軍事救援行動，前往索馬利亞布洛馬雷爾（Bulo Marer）拯救被綁架的人質，但最終任務失敗，代號稱為「Denis Allex」的人質遭到處決。